# Kain (roman)
Kain (portugisiska: Caim) är den sista boken av Nobelpristagaren José Saramago som publicerades under hans levnad, nämligen år 2009. Det är det andra av hans verk som tar upp Bibeln. Tidigare skrev han Evangeliet enligt Jesus Kristus, publicerat 1991. I boken berättar han om Kains vandrande liv. Saramago har ett antiteistiskt perspektiv men med samtida resonemang.
Saramago menade sig ha behov av att ta upp Bibeln i sitt arbete som författare på grund av sitt portugisiska ursprung och allt det kulturella inflytande som katolicismen hade i Portugal. Det är en skillnad jämtemot Koranen, då han såg inte som sin uppgift att närma sig den. 
Kain skrevs när Saramago var huvudsakligen bosatt på kanarieön Lanzarote. Böckerna som han skrev där är avskalade jämfört med böckerna som han skrev i Portugal. Dessa är plottrigare och fyllda med buller och lukter.

## Handling
Boken skildrar äventyren som Kain upplevde efter att ha blivit dömd av Gud att vandra runt jorden. Under sin vandring inser Kain att han har förmågan att resa genom tiden med sin åsna. På grund av detta besöker Kain flera person som finns i Gamla testamentet. Han ser hur deras relationer med Gud ter sig. Kain ifrågasätter Guds grymhet och fåfänga och anklagar honom  för att vara hämndlysten och tyrannisk.
Bland personerna som Kain möter finns Abraham, vid den tidpunkten då han skulle offra sin son Isak på Guds befallning, och Noak, just då han hade byggt färdigt arken som skulle stå emot syndafloden. Han är också ett vittne till de olyckor som drabbade Job på grund av det godkännande som Gud ger Satan för att testa honom, och till händelserna vid Babels torn och i Sodom och Gomorra.

## Mottagande
Enligt Saramago attackerade kyrkan boken i medan redan innan den hade blivit läst. När han fick frågan om en bok som denna kunde orsaka kontroverser i Spanien, svarade han: "Nej, inte i Spanien, nej. Där publicerades nyligen en bok av Fernando Vallejo, La puta de Babilonia (Babylons hora), som, om jag hade skrivit den här i Portugal, skulle ha fått mig hängd i en lyktstolpe."